# Halkyn
Halkyn (in gallese: Helygain) è un villaggio con status di community della costa nord-orientale del Galles, facente parte della contea di Flintshire.

## Storia
Halkyn è un'antica pieve del Flintshire, che originariamente comprendeva i villaggi di Hendrefigillt, Lygan y Llan e Lygan y Wern.
L'area circostante fu oggetto di occupazione romana per l'estrazione del piombo. Il nome del villaggio è presente nel Domesday Book del 1086.

## Geografia fisica

### Collocazione
È situato fra i villaggi di Pentre Halkyn, Northop e Rhosesmor e dista circa 260 chilometri a nord della sua capitale Cardiff.
Sono presenti sul territorio un ufficio postale, una parrocchia, una biblioteca e due locali pubblici. Il villaggio possiede anche una squadra di cricket e una di calcio, l'Halkyn United Football Club.